# Álvaro Pérez Treviño
Álvaro Pérez Treviño is een Mexicaans politicus.
Pérez Treviño was afkomstig uit een familie van ranchers uit de staat Coahuila. Voor de Institutioneel Revolutionaire Partij (PRI) was hij van 1955 tot 1957 burgemeester van zijn geboorteplaats Guerrero en zat hij van 1958 tot 1961 in de Kamer van Afgevaardigden, en opnieuw van 1979 tot 1982. Hij scheurde met de PRI en sloot zich aan bij de Authentieke Partij van de Mexicaanse Revolutie (PARM), waarvoor hij kandidaat was bij de presidentsverkiezingen van 1994, waarbij hij 0,55% van de stemmen haalde.